# Peliala pintica
Peliala pintica là một loài bướm đêm trong họ Erebidae.